# Hydraena quadricurvipes
Hydraena quadricurvipes är en skalbaggsart som beskrevs av Perkins 1980. Hydraena quadricurvipes ingår i släktet Hydraena och familjen vattenbrynsbaggar. Inga underarter finns listade i Catalogue of Life.